# Villie distrikt
Villie distrikt är ett distrikt i Skurups kommun och Skåne län. 
Distriktet ligger öster om Skurup. 

## Tidigare administrativ tillhörighet
Distriktet inrättades 2016 och utgörs av socknen Villie i Skurups kommun.
Området motsvarar den omfattning Villie församling hade 1999/2000.